# Pevně zaostřený objektiv

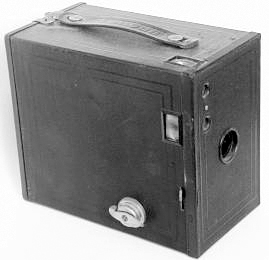
Kodak Brownie 2A - Fotografická kamera

Pevně zaostřený objektiv (anglicky fix-focus, fixed-focus) je objektiv konstruovaný tak, aby jeho ohnisko bylo zachyceno v určité vzdálenosti a nelze jej měnit po celou dobu používání. Zaostření je ve fix-focus objektivech nejčastěji nastaveno na hyperfokální vzdálenost (někdy na nekonečno), to znamená, že všechny objekty ležící v rozmezí od poloviny hyperfokální vzdálenosti až do nekonečna jsou zaostřené. Takový objektiv má obvykle nízké číslo clony a v důsledku toho má malou světelnost. Kombinace nízkého čísla clony a malé ohniskové vzdálenosti umožňuje pořizovat ostré fotografie ze vzdálenosti od 1,5-2 metrů.
Existuje speciální tabulka pro výpočet hyperfokální vzdálenosti pomoci ohniskové vzdálenosti a clony. Pomocí ní je možné zjistit vzdálenost, od které jsou objekty v záběru zaostřené. Obvykle však výrobci zařízení s fix-focus objektivy uvádějí ohniskovou vzdálenost v manuálu nebo na samotném zařízení.

## Využití
Vzhledem k jednoduchosti konstrukce se nejčastěji pevně zaostřené objektivy používají v nejjednodušších a nejlevnějších fotoaparátech a kamerách. Dříve se používaly ve starých fotoaparátech.
- Fotografická kamera (anglicky box camera) – nejjednodušší kamery používané v 19. století, měly pevně zaostřené objektivy. Konstrukce se skládala z dvou krabic, první měla objektiv a clonu vpředu a otevřenou zadní stranu a druhá měla otevřenou přední stranu a ukotvenou na zadní straně fotografickou desku. Ostření bylo prováděno posunem vnitřní krabice dopředu či dozadu, objektiv v procesu zaostření používán nebyl.[3]
- Kompaktní filmové fotoaparáty v minulosti také často používaly pevně zaostřené objektivy. Např. Canon LA 10 (Japonsko, listopad 1993) měl pevně zaostřený objektiv.[4]
- Kamery starších generací telefonů (resp. chytrých telefonů) - například iPhone a iPhone 3G měly kamery s pevným zaostřením.[5]
- Akční kamery například GoPro HERO. Tento typ kamer je určen k natáčení extrémních videí, při kterém není nutná změna zaostření, zachycená akce se odehrává během několika sekund a kamera musí zachytit veškeré detaily v ostrém záběru. Tyto kamery se používají k natáčení takových aktivit, jako je jízda na kole, parašutismus, surfování, skateboarding a horolezectví.[6]

- Bezpečnostní kamery, webové kamery, autokamery jsou statické kamery, také používají pevně zaostřené objektivy, jejichž cílem je vždy ukazovat stabilní a zaostřený obraz.

## Galerie

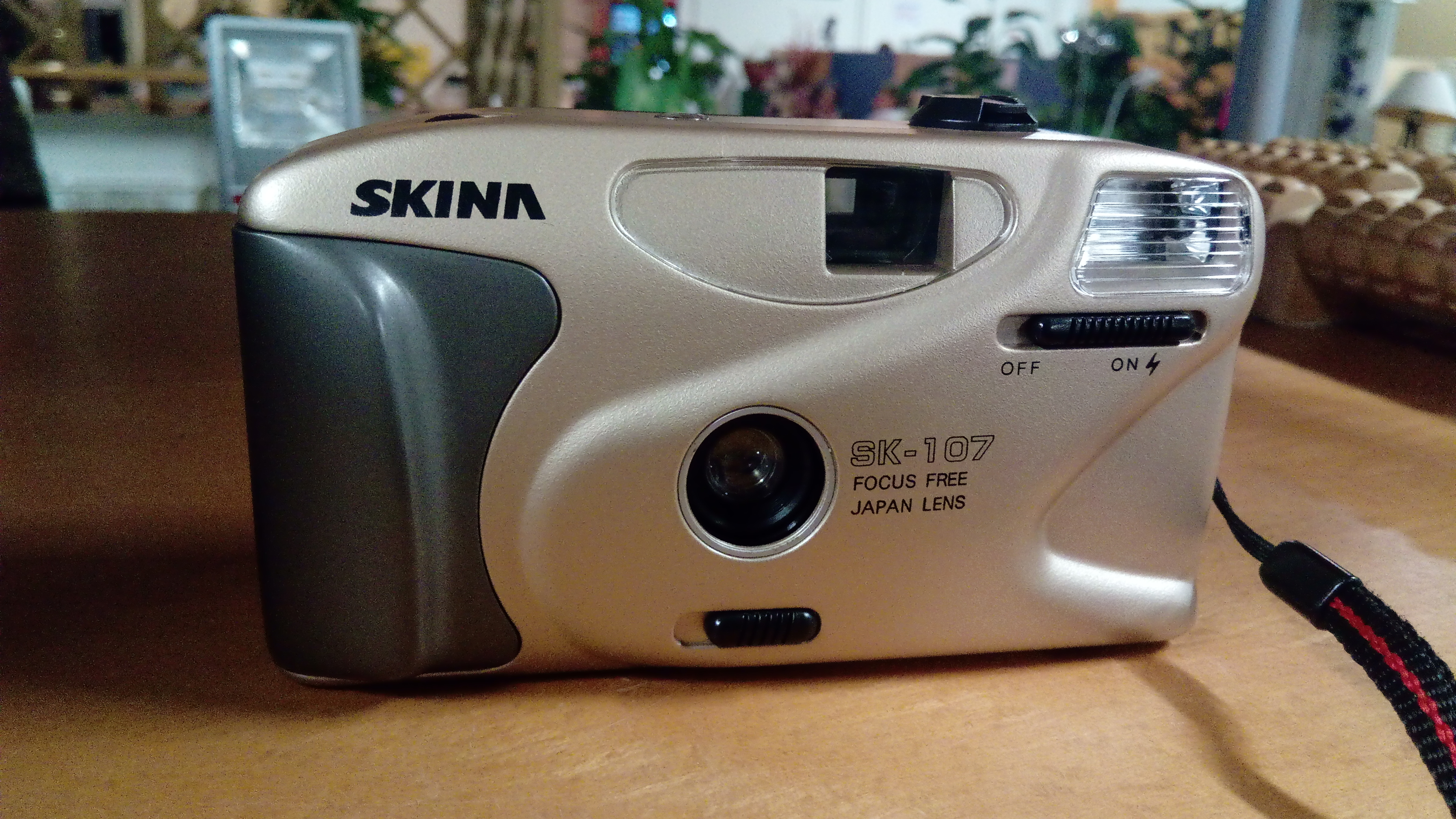
Skina SK-107 (Japonsko, 1990) – kinofilmový fotoaparát, používá pevně zaostřený objektiv
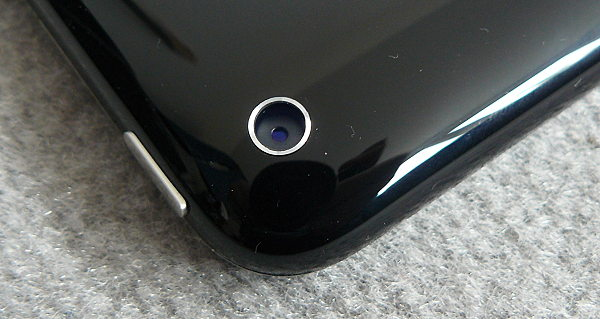
iPhone 3G – kamera s pevně zaostřeným objektivem.
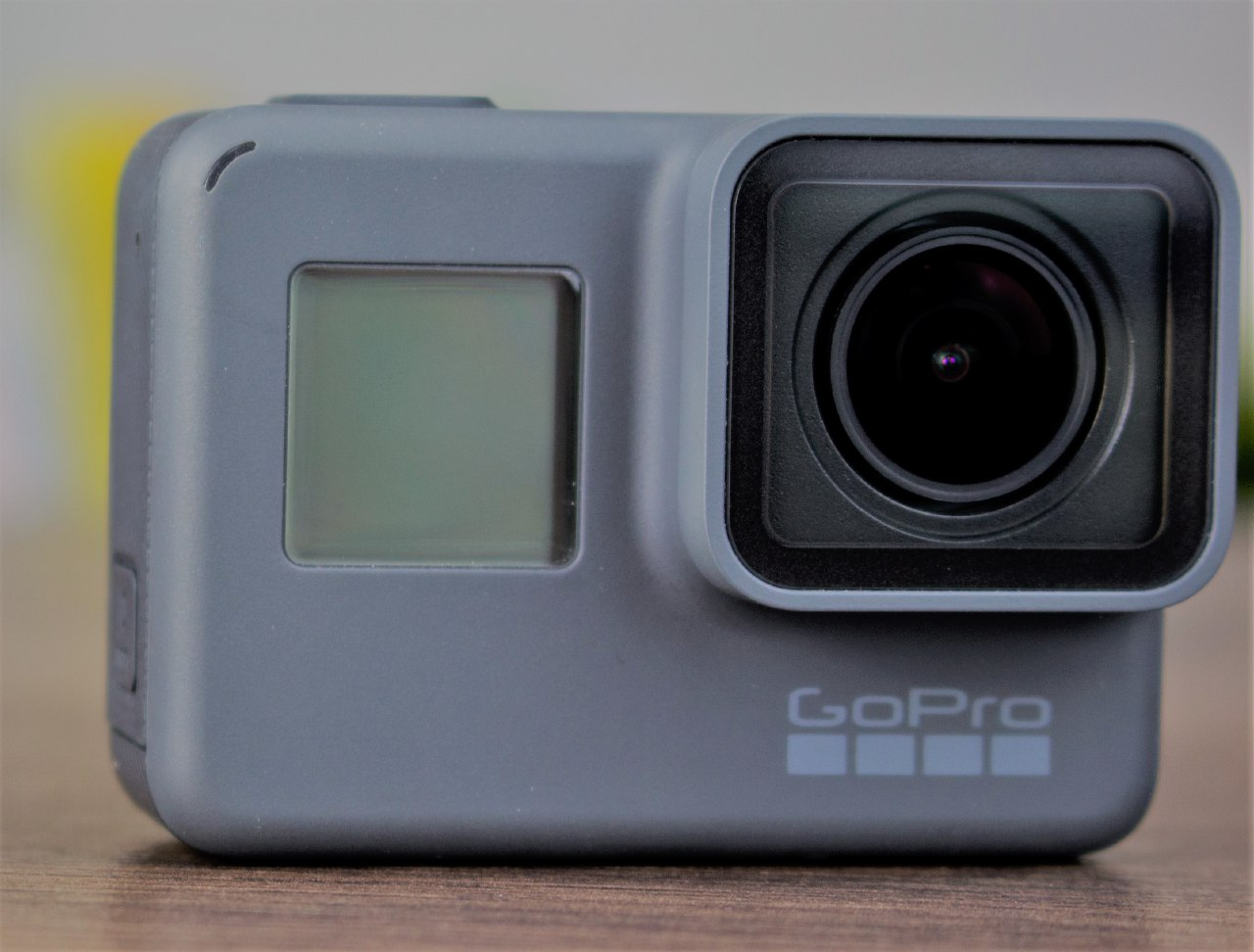
GoPro HERO5 – akční kamera s pevně zaostřeným objektivem.
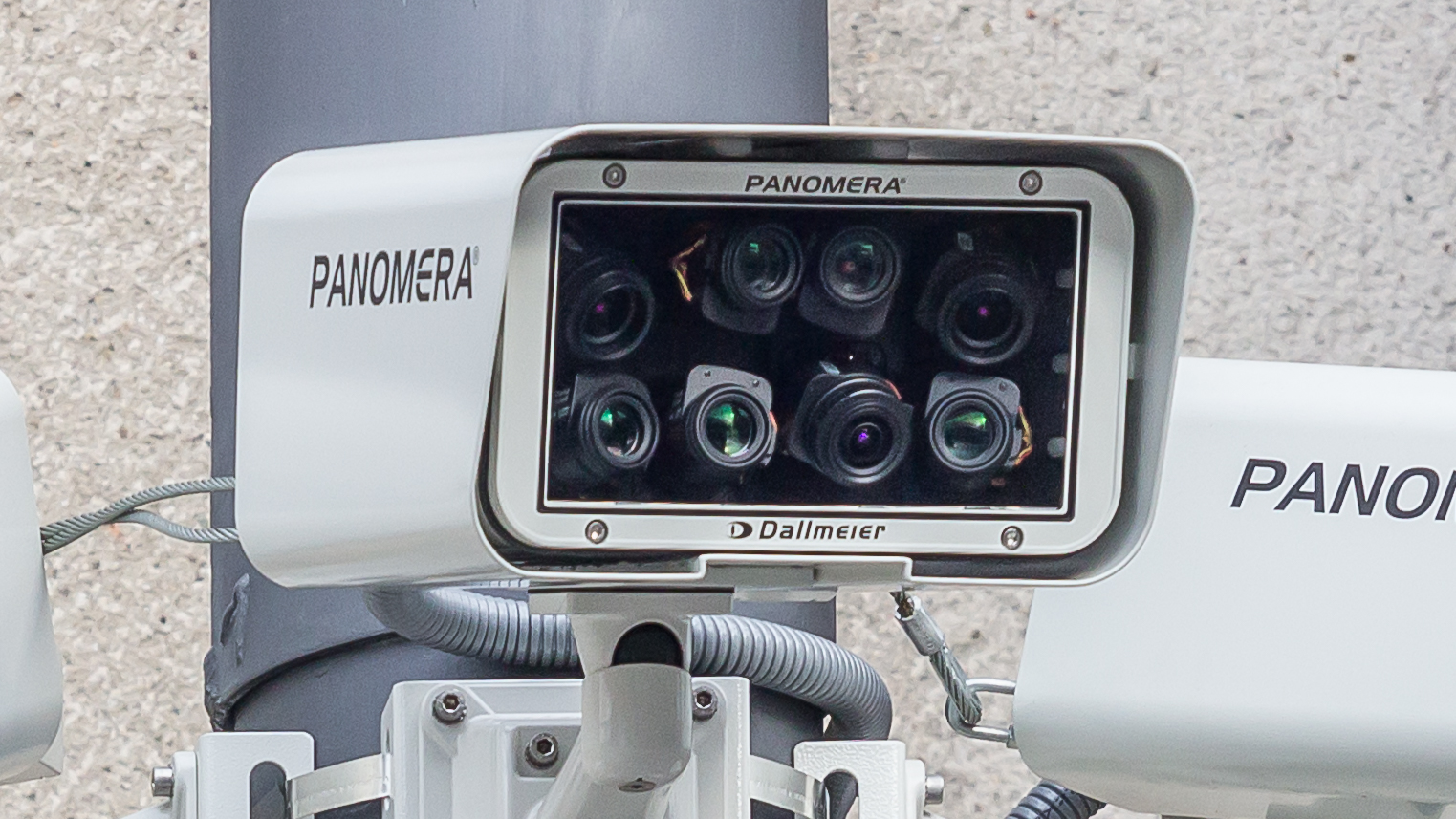
Bezpečnostní kamera Panomera používá pevně zaostřený objektiv